# Kjachtská smlouva (1915)

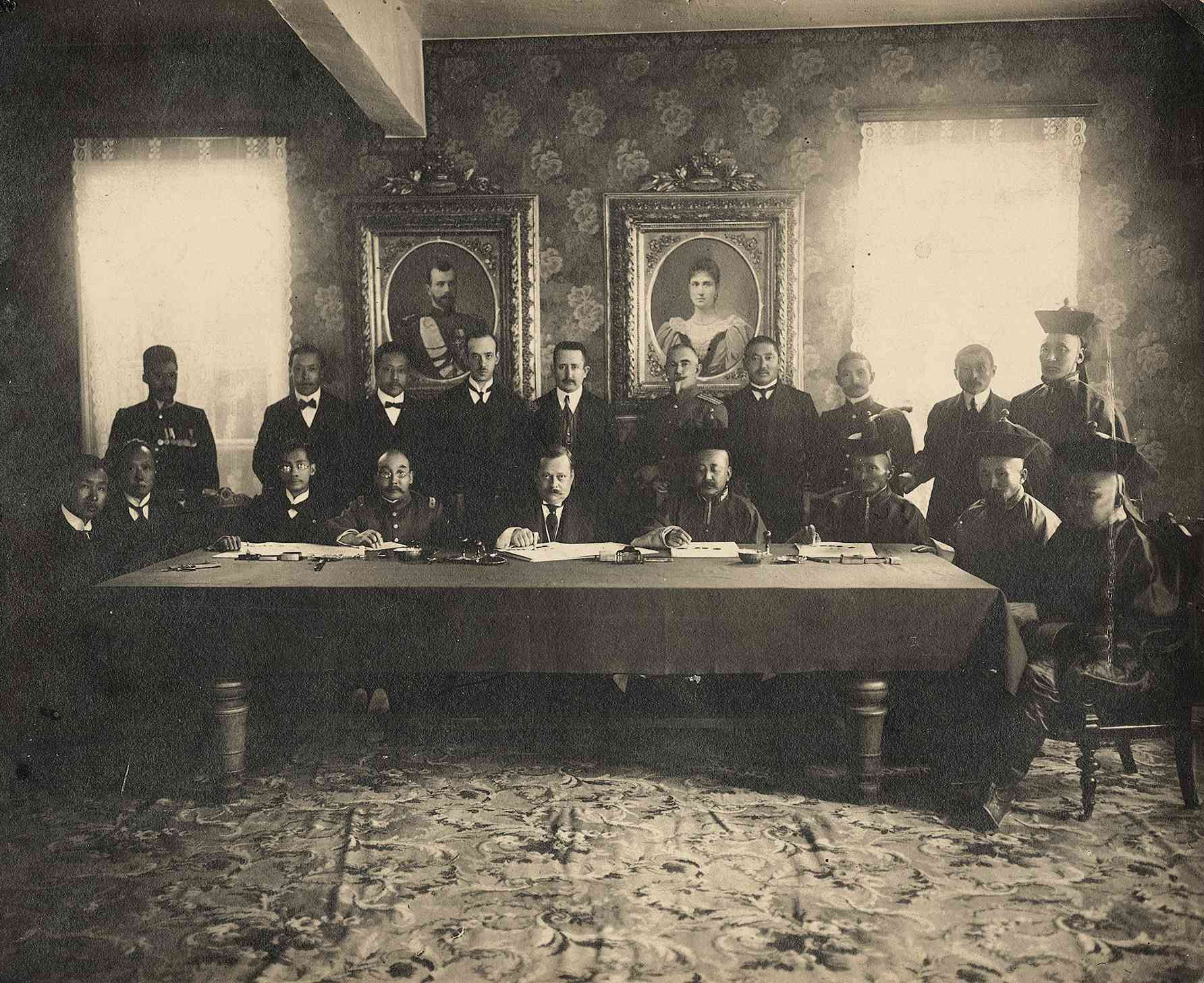
Účastníci kjachtské konference, u stolu sedí pět signatářů smlouvy, uprostřed Miller za Rusko, po jeho levé ruce sedí zástupci Mongolska, po pravé Číny

Kjachtská smlouva je označení smlouvy, kterou se dohodly Rusko (Ruské impérium), Čína (Čínská republika) a Mongolsko (Mongolský chanát, ve smlouvě označován jako Vnější Mongolsko) na mezinárodním postavení a autonomii Mongolska. Dohoda byla podepsána 25. května 1915 v Kjachtě (tradiční čínsko-ruské hraniční město).
Mongolsko uznalo, že je teritoriem Číny a uznává její suzerenitu, ovšem Rusko a Čína uznalo mongolskou autonomii a že nebudou zasahovat do vnitřních mongolských věcí. Mongolsko nemůže uzavírat mezinárodní smlouvy s dalšími státy politického charakteru, pouze hospodářské. Mongolsko (Vnější Mongolsko) bylo také vymezeno vnějšími hraničními oblastmi, Vnitřním Mongolskem, Chölönbujrem a Sin-ťiangem, fakticky to byl konec představy o panmongolském státu a Mongolsko tedy tvořily chalchské Čtyři ajmagy s chovdským pohraničím.
Pro vnitřní život Mongolska se po uzavření smlouvy mnoho nezměnilo, Rusko fakticky zůstalo silným garantem autonomie (což se projevilo v letech 1919–1921 na revokaci autonomie ze strany Číny v době oslabení Ruska během revoluce, a naopak návratem samostatnosti opět s výrazným přispěním Sovětského svazu).

## Kjachtská konference
Jednání v Kjachtě započala 26. srpna 1914. Ruskou stranu zastupoval konzul Alexandr Miller, čínskou delegaci vedl Pi Kuej-fang, mongolskou delegaci nejprve vedl da lam Dašdžav, později byl nahrazen Širnendamdinem. K jednání byli pozváni jako tlumočníci vzdělaní Burjati, mimo jiné Cyben Žamcarano. V průběhu konference v letech 1913 a 1914 mongolský ministerský předseda Tögs-Očiryn Namnansüren jednal o mongolské věci v Petrohradu se zástupci mocností, nepodařilo se mu získat mezinárodní podporu ani vycestovat do západní Evropy.
Výchozím dokumentem bylo rusko-čínské prohlášení 5. listopadu 1913 (23. října juliánského kalendáře). Čínští zástupci se snažili prosadit vymezení Mongolska jako „Vnějšího“, které mělo být součástí Číny s autonomií, naopak potlačit náznaky Mongolskem vyhlášené nezávislosti (například zamezit užívání všech světských vladařských titulu Bogdchána a užívání vlastního letopočtu olnó örgögdsen). Mongolští zástupci trvali na jménu „Mongolsko“ (který mimo jiné Rusové uznali v dvoustranné rusko-mongolské smlouvě z roku 1912) a titulu „chán edzen“ pro Bogdchána. Krátkou dobu se také pokoušeli zástupci z Vnitřního Mongolska a Bargy (Udaj a Manlajbátar Damdinsüren) podpořit myšlenku panmongolského státu. Příliš neústupný Dašdžav byl nakonec nahrazen novým vyjednavačem a došlo ke kompromisu.

## Obsah smlouvy
Smlouva byla uzavřena podle juliánského kalendáře 25. května, podle gregoriánského 7. června (toto počítání používala Čína a Mongolsko) roku 1915 a obsahovala 22 článků.
Mongolsko (ve smlouvě Vnější Mongolsko) v prvním článku uznalo rusko-čínské prohlášení z 5. listopadu 1913, v druhém článku přijalo čínskou suzerenitu a ve třetím článku uznalo Mongolsko, že nemá právo uzavírat politické a teritoriální mezinárodní smlouvy.
Ve čtvrtém článku se zavázala Čína titulovat Bogd chána jako „Bogdo džavdzandamba chutagt chán Vnějšího Mongolska“, dokumenty týkající se Mongolska měly být datovány jak čínskou republikánským letopočtem (minguo, počítaný od roku 1912), tak mongolským letopočtem (olnó örgögdsen, počítaný od roku 1911). Podle článku pět uznává Čína i Rusko, že Mongolsko má právo se účastnit všech jednání týkajících se Mongolska a umožňují Mongolsku uzavírat hospodářské mezinárodní smlouvy. V článku šest se mocnosti vzdávají práva zasahovat do autonomního zřízení Mongolska.
Sedmý článek upravil vojenskou přítomnost Číňanů v Mongolsku: V Urze neměla jednotka hlídajícího čínského dignitáře přesáhnout 200 mužů, v Uliastaji, Chovdu a Mongolské Kjachtě po 50.
Devátý článek přiznával čínskému dignitáři v Mongolsku nejčestnější místo a zároveň možnost soukromých audiencí u Bogd chána, podobná práva mají i vyslanci Ruského impéria.

Mongolsko podle Kjachtské smlouvy (smlouva de jure zahrnovala do Vnějšího Mongolska i Urianchaj/Tuvu, která však již od roku 1911 byla anektována Ruskem)

Jedenáctý článek definoval území Mongolska s dodatkem, že delimitace hranic má proběhnout do dvou let od podepsání smlouvy. Jedná se o území v jurisdikci ambana v Urze, generála v Uliastaji a ambana v Chovdu, tedy území čtyř ajmagů Chalchy, Chovdské provincie (ajmagu), na východu sousedí s Chölönbujrem, na jihu s Vnitřním Mongolskem, na jihozápadě Sin-ťiangem a na západě Altají.
Dvanáctý se věnoval zdanění mongolsko-čínského obchodu.
Třináctý až šestnáctý článek se věnoval řešení kriminálních deliktů a civilních sporů Číňanů a Rusů na území Mongolska.
Sedmnáctý článek svěřil telegrafní linku Kjachta–Urga–Čang-ťia-kchou jako majetek Mongolsku, na správě a určování poplatků se mají podílet i Číňané. A podle osmnáctého článku měly zůstat podle starého řádu čínské poštovní stanice v Urze a Mongolské Kjachtě.
Podle osmnáctého článku mělo Mongolsko poskytnou čínskému úředníkovi a pobočníkům nezbytné budovy a zázemí pro fungování. Podle devatenáctého článku pak čínský úředníku mělo být umožněno užívat kurýry.
Smlouva měla vzniknout v trojím vyhotovení a ve čtyřech jazycích: čínsky, rusky, mongolsky a francouzsky.

## Edice
- Dílo Трёхстороннее соглашение России, Китая и Монголии об автономии Внешней Монголии ve Wikizdrojích (rusky)
- (anglický překlad) The American Journal of International Law, Vol. 10, No. 4, Supplement: Official Documents (Oct., 1916), pp. 251-256.